# Občina Ormož
Občina Ormož (slovinsky Občina Ormož, německy Gemeinde Friedau) je jednou z 212 občin ve Slovinsku. Nachází se v Podrávském regionu na území historického Dolního Štýrska. Občinu tvoří 59 sídel, její rozloha je 141,6 km² a k 1. lednu 2017 zde žilo 12 213 obyvatel. Správním střediskem občiny je město Ormož.

## Členění občiny
- Bresnica
- Cerovec Stanka Vraza
- Cvetkovci
- Dobrava
- Dobrovščak
- Drakšl
- Frankovci
- Gomila pri Kogu
- Hajndl
- Hardek
- Hermanci
- Hujbar
- Hum pri Ormožu
- Ivanjkovci
- Jastrebci
- Kajžar
- Kog
- Krčevina
- Lačaves
- Lahonci
- Lešnica
- Lešniški Vrh
- Libanja
- Litmerk
- Loperšice
- Lunovec
- Mali Brebrovnik
- Mihalovci
- Mihovci pri Veliki Nedelji
- Miklavž pri Ormožu
- Ormož
- Osluševci
- Pavlovci
- Pavlovski Vrh
- Podgorci
- Preclava
- Pušenci
- Ritmerk
- Runeč
- Senešci
- Sodinci
- Spodnji Ključarovci
- Stanovno
- Strezetina
- Strjanci
- Strmec pri Ormožu
- Šardinje
- Trgovišče
- Veličane
- Velika Nedelja
- Veliki Brebrovnik
- Vičanci
- Vinski Vrh
- Vitan
- Vodranci
- Vuzmetinci
- Zasavci
- Žerovinci
- Žvab